# بني رايس (سيدي علي بلقاسم)
بني رايس هي إحدى مشيخات المملكة المغربية، تتبع جغرافيا لإقليم تاوريرت وإداريًا لسيدي علي بلقاسم. يقدر عدد سكانها بـ 3550 نسمة حسب الإحصاء الرسمي للسكان والسكنى لسنة 2004.